# Јеж у магли
Јеж у магли (рус. Ёжик в тумане) је совјетски анимирани филм из 1975. Режисер филма је Јури Норштејн. 
Продуцент филма је студио Сојузмултфилм из Москве. 
Аутор сценарија је Сергеј Козлов, који је објавио и књигу под истим насловом. Године 2006, Норштејн је издао књигу у којој је навео себе и Козлова као ко-ауторе. Трајање филма је 10 минута и 29 секунди. 
Овај филм је веома цењен међу светским аниматорима и сматра се за класик жанра анимације. Квалитет филма се не ослања првенствено на причу, већ на иновативну и детаљну анимацију, као и емотивно дочаравање атмосфере. 

## Прича
Средишњи ликови су јеж и његов пријатељ мали медвед. Они се свако вече састају да пију чај, разговарају и броје звезде. Једног дана јеж је на путу ка свом пријатељу у шуми угледао белог коња у магли. Вучен радозналошћу, јеж одлучује да истражи маглу. Тамо се изгубио и наишао на многа застрашујућа бића, као што су сова или слепи миш, али и на пријатељски настројене пса и рибу. 